# Dicranophragma (Brachylimnophila) brevifurcum
Dicranophragma (Brachylimnophila) brevifurcum is een tweevleugelige uit de familie steltmuggen (Limoniidae). De soort komt voor in het Nearctisch gebied.